# Neosticta silvarum
Neosticta silvarum là loài chuồn chuồn trong họ Isostictidae. Loài này được Sjöstedt mô tả khoa học đầu tiên năm 1917.